# Delta (álbum de Visions of Atlantis)
Delta es el cuarto álbum de larga duración de la banda austriaca de power metal sinfónico Visions of Atlantis, con la participación de la nueva vocalista, Maxi Nil. Fue lanzado el 25 de febrero de 2011.

## Lista de canciones
| N.º | Título                       | Duración |  |
| 1.  | «Black River Delta»          | 4:34     |  |
| 2.  | «Memento»                    | 6:38     |  |
| 3.  | «New Dawn»                   | 2:59     |  |
| 4.  | «Where Daylight Fails»       | 4:11     |  |
| 5.  | «Conquest of Others»         | 5:37     |  |
| 6.  | «Twist of Fate»              | 4:31     |  |
| 7.  | «Elegy of Existence»         | 3:36     |  |
| 8.  | «Reflection»                 | 4:16     |  |
| 9.  | «Sonar»                      | 1:27     |  |
| 10. | «Gravitate Towards Fatality» | 5:55     |  |

## Miembros
- Maxi Nil - Voz femenina
- Mario Plank - Voz masculina
- Thomas Caser - Batería
- Mario Lochert - Bajo
- Martin Harb - Teclado
- Werner Fiedler - Guitarra

## Créditos
- Marcus Steinberger - Programación de orquesta
- Zoltan - Carátula
- Christina Kirmeier - Maquillaje
- Toni Härkönen - Fotografía
- Mario Lochert - Grabación
- Jan Vacik - Grabación, Mezcla, Masterización
- Mario Plank - Booklet, Diseño